# جمهوری خلق شوروی بخارا
جمهوری خَلق شوروی بُخارا (به روسی: Бухарская Народная Советская Республика) (به تاجیکی: Ҷумҳурии Халқии Шӯравии Бухоро) نام یک جمهوری شوروی بود که بین سال‌های ۱۹۲۰ تا ۱۹۲۵ میلادی قلمروی امیرنشین بخارا را اداره می‌کرد.
این جمهوری در سال‌های بعد بخشی از جمهوری سوسیالیستی ازبکستان شوروی شد.